# Stadhuis van Grevelingen

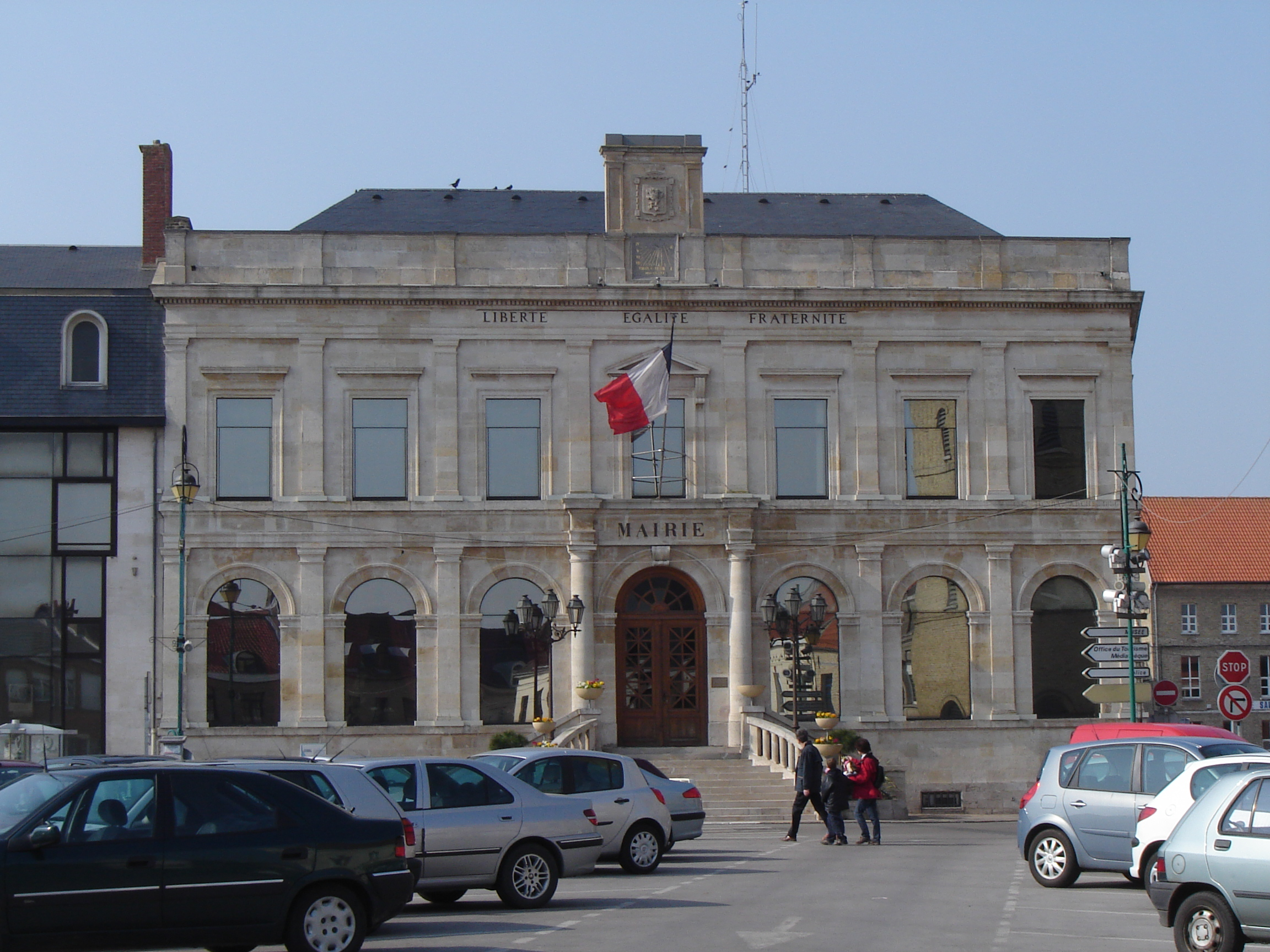
Stadhuis van Gravelines

Het Stadhuis van Grevelingen (Hôtel de ville de Gravelines) is het stadhuis van de in het Franse Noorderdepartement gelegen stad Grevelingen, gelegen aan de Place Albert Denvers.

## Geschiedenis
Vermoedelijk op dezelfde plaats bevond zich een middeleeuws schepenhuis, dat in 1789 tot gemeentehuis werd. Het gebouw was in slechte staat en dreigde zelfs in te storten. In 1834 werd, naar ontwerp van Charles Henry, een nieuw stadhuis gebouwd, uitgevoerd in kalksteen van Marquise.

## Gebouw
Het bouwwerk is in neoclassicistische stijl. Een korte trap leidt naar de toegangsdeur, waarachter zich de kamer van de burgemeester en diverse bureaus bevinden. Op de eerste verdieping zijn enkele zalen, zoals de feestzaal, de raadszaal en een gerechtszaal. De kelders bevatten een cisterne en een opslagplaats voor zout, benodigd voor de visconservering.